# FIFA Ballon d'or 2011
Navigation
Édition précédente Édition suivante
Le FIFA Ballon d'or 2011 est un trophée récompensant le meilleur footballeur du monde au cours de l'année civile 2011. La 56e remise du trophée du Ballon d'or depuis 1956 se déroule selon la nouvelle formule puisque c'est le deuxième « FIFA Ballon d'or ». Il remplace le « Ballon d'or France Football », à la suite de sa fusion en juillet 2010 avec le titre de Meilleur footballeur de l'année FIFA. Ainsi, ce ne sont plus seulement les journalistes sportifs européens qui désignent le lauréat, mais également les capitaines et les sélectionneurs des équipes nationales.
Le 1er novembre 2011, le magazine France Football a annoncé les 23 footballeurs nommés pour le FIFA Ballon d'or 2011.
Les trois finalistes ont été annoncés le 5 décembre 2011 à Paris, il s'agit de  Cristiano-Ronaldo (FC Barcelone), Xavi (FC Barcelone) et Cristiano Ronaldo (Real Madrid). Le vainqueur est Lionel Messi qui remporte son troisième Ballon d'or égalant ainsi Michel Platini, recordman du trophée. La Pulga fut récompensé pour sa saison exceptionnelle avec le FC Barcelone avec qui il a remporté la Ligue des champions, la Liga, la Supercoupe d'Espagne, la Supercoupe de l'UEFA et la Coupe du monde des clubs inscrivant notamment 59 buts en 70 matchs sur toute l'année civile.

## Football masculin

### FIFA Ballon d'or
Pour cette 56e édition du Ballon d'or, il y a peu de suspense par rapport au nom du gagnant. En effet, Lionel Messi a été le joueur majeur d'un Barça qui aura quasiment tout écrasé sur son passage, perdant uniquement la Coupe du Roi en finale face au Real Madrid. Ses prestations exceptionnelles tout au long de l'année, son but en finale de Ligue des champions ou encore son doublé contre le rival madrilène en demi-finale de la même compétition, marquent les esprits et il est élu avec presque la moitié des voix (47,88 %).
Cristiano Ronaldo retrouve sa place sur le podium et finit deuxième du classement, après être arrivé sixième lors de la dernière édition. Cette année-là, il remporte la Coupe du Roi en marquant le but de la victoire en finale et est nommé Pichichi et Soulier d'or européen. Auteur de 60 buts en autant de matchs, il est aussi meilleur buteur de l'année civile.
Comme lors des deux dernières éditions, Xavi se place sur la dernière marche du podium en ayant, comme Messi, remporté cinq trophées possibles sur six (Ligue des champions, la Liga, la Supercoupe d'Espagne, la Supercoupe de l'UEFA et la Coupe du monde des clubs).
Il est aussi intéressant de noter que les quatre premiers joueurs du classement (Messi, Ronaldo, Xavi et Andrés Iniesta) sont les mêmes que les quatre premiers du classement du Ballon d'or 2009 et qu'ils sont placés exactement dans le même ordre, signe de la régularité de ces quatre joueurs au plus haut niveau.

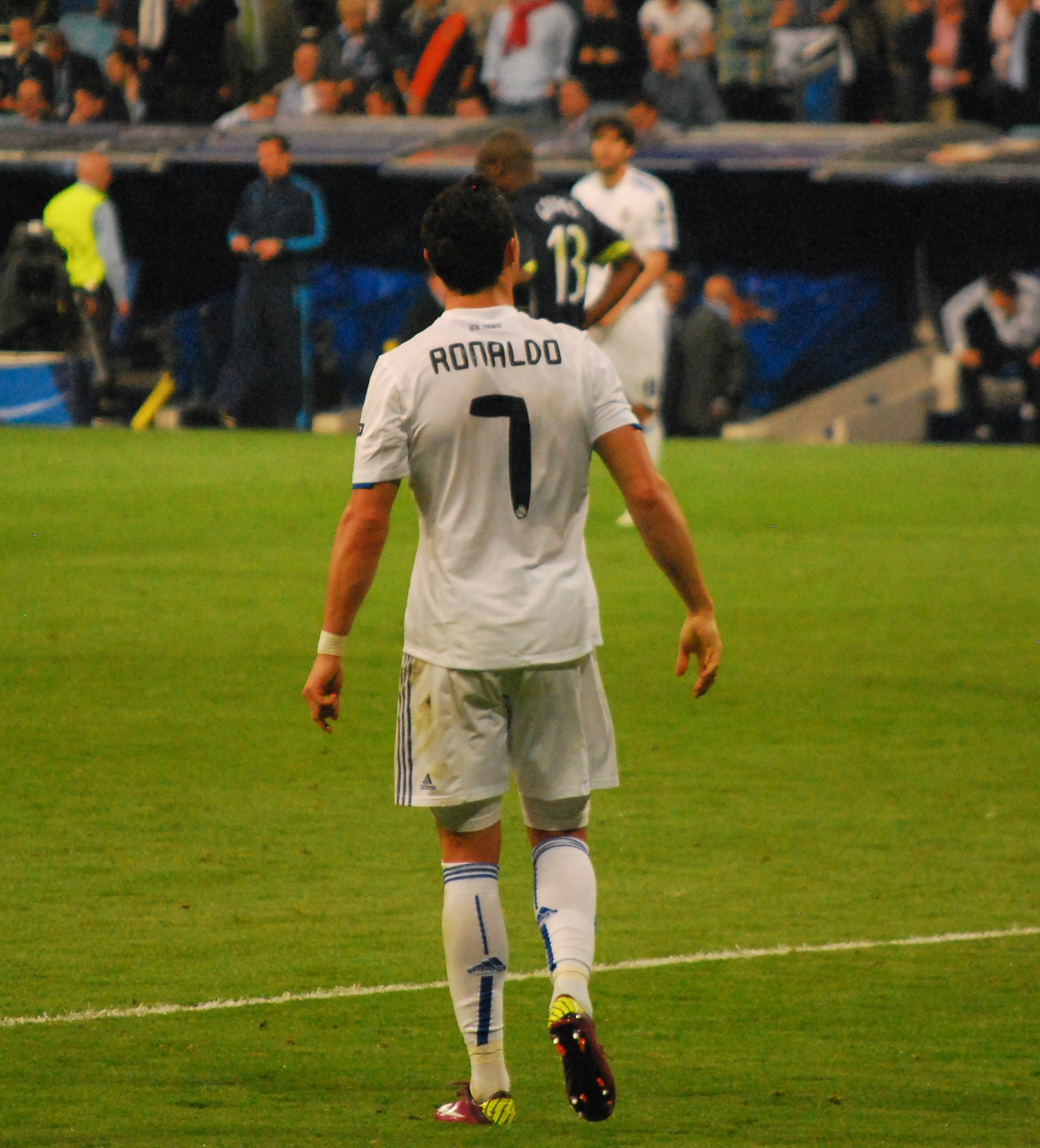
Cristiano Ronaldo, deuxième du classement

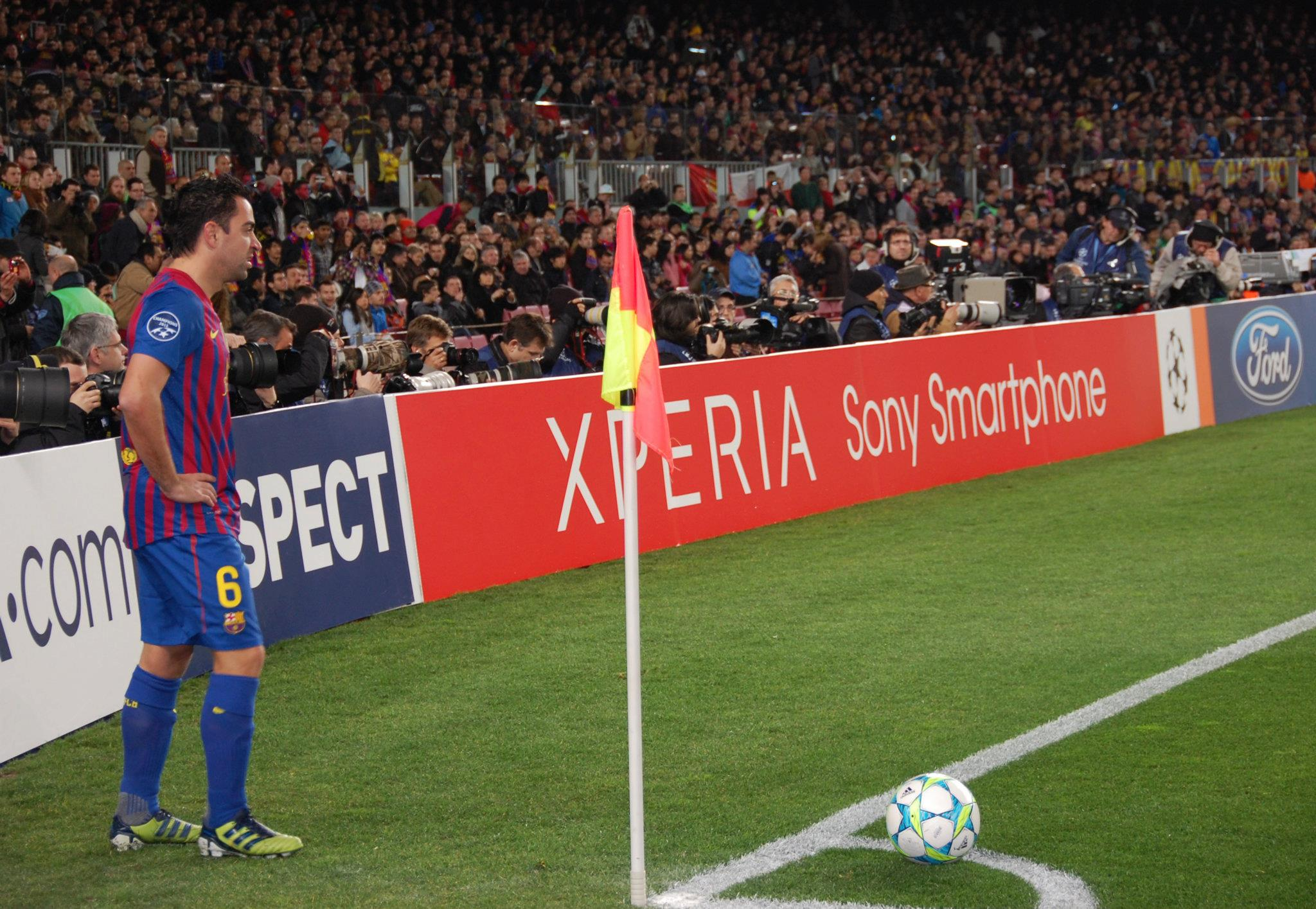
Xavi, troisième du classement pour la troisième fois.

### Finalistes
| Rang | Nom               | Club         | Sélection nationale | Pourcentage |
| ---- | ----------------- | ------------ | ------------------- | ----------- |
| 1    | Lionel Messi      | FC Barcelone | Argentine           | 47,88 %     |
| 2    | Cristiano Ronaldo | Real Madrid  | Portugal            | 21,60 %     |
| 3    | Xavi              | FC Barcelone | Espagne             | 9,23 %      |

Nommés par rang :
| Rang | Nom                    | Club                             | Sélection nationale | Pourcentage |
| ---- | ---------------------- | -------------------------------- | ------------------- | ----------- |
| 4    | Andrés Iniesta         | FC Barcelone                     | Espagne             | 6,01 %      |
| 5    | Wayne Rooney           | Manchester United                | Angleterre          | 2,31 %      |
| 6    | Luis Suárez            | AFC Ajax Liverpool FC            | Uruguay             | 1,48 %      |
| 7    | Diego Forlán           | Atlético Madrid Inter Milan      | Uruguay             | 1,43 %      |
| 8    | Samuel Eto'o           | Inter Milan FK Anji Makhatchkala | Cameroun            | 1,34 %      |
| 9    | Iker Casillas          | Real Madrid                      | Espagne             | 1,29 %      |
| 10   | Neymar                 | Santos                           | Brésil              | 1,12 %      |
| 11   | Mesut Özil             | Real Madrid                      | Allemagne           | 0,76 %      |
| 12   | Wesley Sneijder        | Inter Milan                      | Pays-Bas            | 0,72 %      |
| 13   | Thomas Müller          | Bayern Munich                    | Allemagne           | 0,64 %      |
| 14   | David Villa            | FC Barcelone                     | Espagne             | 0,53 %      |
| 15   | Bastian Schweinsteiger | Bayern Munich                    | Allemagne           | 0,50 %      |
| 16   | Xabi Alonso            | Real Madrid                      | Espagne             | 0,48 %      |
| 16   | Sergio Agüero          | Atlético Madrid Manchester City  | Argentine           | 0,48 %      |
| 18   | Éric Abidal            | FC Barcelone                     | France              | 0,36 %      |
| 19   | Dani Alves             | FC Barcelone                     | Brésil              | 0,34 %      |
| 19   | Karim Benzema          | Real Madrid                      | France              | 0,34 %      |
| 21   | Cesc Fàbregas          | Arsenal FC FC Barcelone          | Espagne             | 0,29 %      |
| 22   | Nani                   | Manchester United                | Portugal            | 0,26 %      |
| 23   | Gerard Piqué           | FC Barcelone                     | Espagne             | 0,22 %      |

### Entraîneur de l’année FIFA pour le football masculin

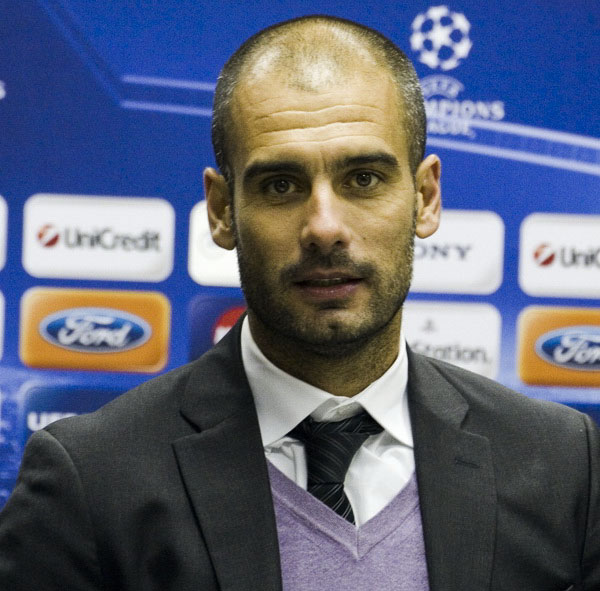
Pep Guardiola succède à José Mourinho pour le titre d'entraîneur de l'année.

Finalistes :
| Rang | Entraîneur    | Club/Sélection    | Pourcentage         |
| ---- | ------------- | ----------------- | ------------------- |
| 1    | Pep Guardiola | FC Barcelone      | Vainqueur (41,92 %) |
| 2    | Alex Ferguson | Manchester United | 15,61 %             |
| 3    | José Mourinho | Real Madrid       | 12,43 %             |

Nommés par ordre alphabétique :
| Rang | Entraîneur         | Club/Sélection      | Pourcentage |
| ---- | ------------------ | ------------------- | ----------- |
| 0    | Vicente del Bosque | Espagne             |             |
| 0    | Rudi Garcia        | Lille OSC           |             |
| 0    | Jürgen Klopp       | Borussia Dortmund   |             |
| 0    | Joachim Löw        | Allemagne           |             |
| 0    | Óscar Tabárez      | Uruguay             |             |
| 0    | André Villas-Boas  | FC Porto Chelsea FC |             |
| 0    | Arsène Wenger      | Arsenal FC          |             |

## Football féminin

### Joueuse mondiale de la FIFA

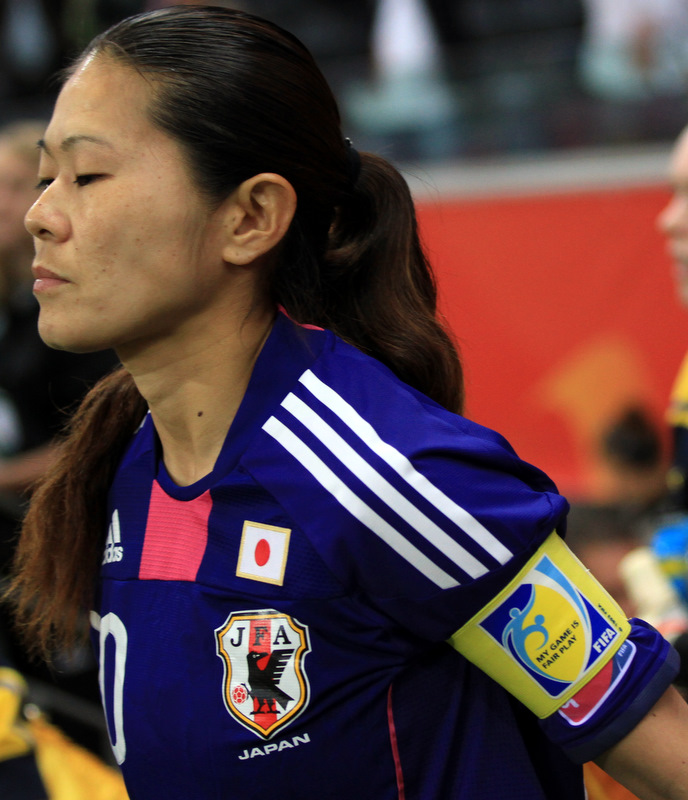
Homare Sawa, la joueuse de l'INAC Leonessa, remporte le trophée.

Finalistes :
| Rang | Nom          | Club             | Sélection nationale | Pourcentage         |
| ---- | ------------ | ---------------- | ------------------- | ------------------- |
| 1    | Homare Sawa  | INAC Leonessa    | Japon               | Vainqueur (28,51 %) |
| 2    | Marta        | Western New York | Brésil              | 17,28 %             |
| 3    | Abby Wambach | MagicJack        | États-Unis          | 13,26 %             |

Nommées par ordre alphabétique :
| Rang | Nom,               | Club               | Sélection nationale | Pourcentage |
| ---- | ------------------ | ------------------ | ------------------- | ----------- |
| 0    | Sonia Bompastor    | Olympique lyonnais | France              |             |
| 0    | Kerstin Garefrekes | 1.FFC Francfort    | Allemagne           |             |
| 0    | Aya Miyama         | Yunogo Belle       | Japon               |             |
| 0    | Alex Morgan        | Western New York   | États-Unis          |             |
| 0    | Louisa Nécib       | Olympique lyonnais | France              |             |
| 0    | Lotta Schelin      | Olympique lyonnais | Suède               |             |
| 0    | Hope Solo          | MagicJack          | États-Unis          |             |

### Entraîneur de l’année FIFA pour le football féminin
Finalistes :
| Rang | Entraîneur   | Club/Sélection | Pourcentage         |
| ---- | ------------ | -------------- | ------------------- |
| 1    | Norio Sasaki | Japon          | Vainqueur (45,57 %) |
| 2    | Pia Sundhage | États-Unis     | 15,83 %             |
| 3    | Bruno Bini   | France         | 10,28 %             |

Nommés par ordre alphabétique :
| Rang | Entraîneur,      | Club/Sélection     | Pourcentage |
| ---- | ---------------- | ------------------ | ----------- |
| 0    | Leonardo Cuéllar | Mexique            |             |
| 0    | Thomas Dennerby  | Suède              |             |
| 0    | Patrice Lair     | Olympique lyonnais |             |
| 0    | Maren Meinert    | Allemagne - 20 ans |             |
| 0    | Hope Powell      | Angleterre         |             |
| 0    | Tom Sermanni     | Australie          |             |
| 0    | Jorge Vilda      | Espagne - 17 ans   |             |

### FIFA Puskás Award

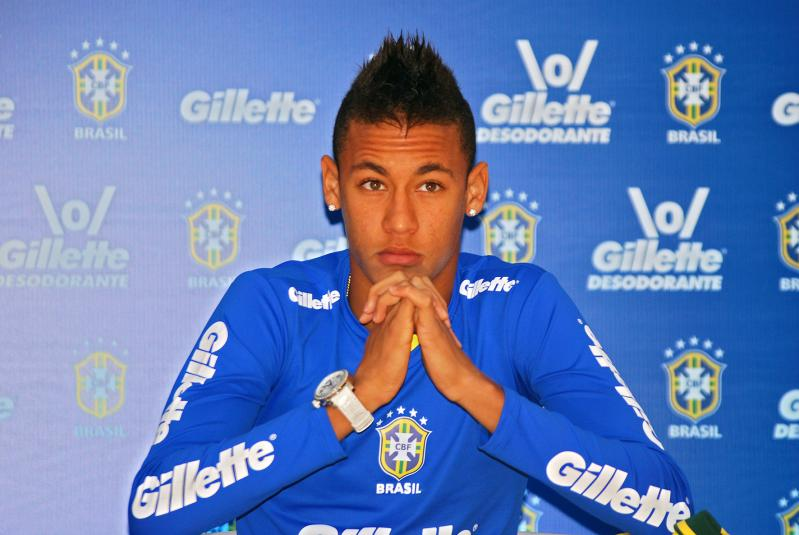
Neymar remporte le trophée du plus beau but de l'année.

Ce trophée récompense le plus beau but de l'année.
Finalistes :
| Joueur       | Nat.       | Club              | Adversaire      | Pourcentage |
| ------------ | ---------- | ----------------- | --------------- | ----------- |
| Neymar       | Brésil     | Santos FC         | Flamengo        | 97 %        |
| Lionel Messi | Argentine  | FC Barcelone      | Arsenal FC      | 96 %        |
| Wayne Rooney | Angleterre | Manchester United | Manchester City | 07 %        |

### FIFA/FIFPro World XI
Le FIFA/FIFPro World XI est une sélection annuelle des meilleurs joueurs de football organisée par la FIFPro et la Fédération internationale de football association (FIFA).
| Poste             | Joueur            | Nat.       | Club              |
| ----------------- | ----------------- | ---------- | ----------------- |
| Gardien de but    | Iker Casillas     | Espagne    | Real Madrid       |
| Défenseur         | Dani Alves        | Brésil     | FC Barcelone      |
| Défenseur         | Sergio Ramos      | Espagne    | Real Madrid       |
| Défenseur         | Gerard Piqué      | Espagne    | FC Barcelone      |
| Défenseur         | Nemanja Vidić     | Serbie     | Manchester United |
| Milieu de terrain | Xabi Alonso       | Espagne    | Real Madrid       |
| Milieu de terrain | Xavi              | Espagne    | FC Barcelone      |
| Milieu de terrain | Andrés Iniesta    | Espagne    | FC Barcelone      |
| Attaquant         | Cristiano Ronaldo | Portugal   | Real Madrid       |
| Attaquant         | Wayne Rooney      | Angleterre | Manchester United |
| Attaquant         | Lionel Messi      | Argentine  | FC Barcelone      |